# Dungeons & Dragons: Heroes
Dungeons & Dragons: Heroes ist ein Action-Rollenspiel von Atari. Es spielt in der Kampagnenwelt Greyhawk des Rollenspiel-Regelwerks Dungeons & Dragons und erschien 2003 exklusiv für die Spielkonsole Xbox.
Über die  Abwärtskompatibilität ist das Spiel auch auf der Nachfolgekonsole Xbox 360 spielbar, nicht jedoch auf deren Nachfolgekonsolen Xbox One und Xbox Series.

## Handlung
Die Introsequenz erzählt in einer Rückblende, wie der Zauberer Kaedin einst fünf Edelsteine erschuf, die ihn mit magischen Energien aus vier Parallelebenen versorgten. Mit dieser Macht begann er einen Eroberungsfeldzug durch das Königreich Baele. Nach einem verzweifelten Abwehrkampf gelang es vier Helden unter Einsatz ihres Lebens schließlich, Kaedin in seiner Festung zu stellen und zu töten. Doch 150 Jahre später wird Kaedin wieder zum Leben erweckt und beginnt erneut damit, seine Macht zu vergrößern. Daher werden auch die vier Helden zurück ins Leben gerufen, um Kaedin ein weiteres Mal zu bezwingen. Sie begeben sich auf eine Verfolgungsjagd, um Kaedin daran zu hindern, wieder die Kontrolle über die fünf Edelsteine zu erlangen.

## Spielprinzip
Die fest vorgegebene Heldengruppe besteht aus vier verschiedene Charakteren: einen menschlichen Kämpfer, einer elfischen Magierin, einem Zwergenkleriker und einem Halblingsschurken. Das Spiel kann entweder allein oder mit drei weiteren Spielern kooperativ gespielt werden. Die Mitspieler können dabei jederzeit dem Spiel beitreten und es wieder verlassen. Im Koop-Modus übernimmt jeder Spieler eine der vorgegebenen Figuren, im Solomodus kann der Spieler zwischen den Charakteren wechseln. Es gibt insgesamt vier Schwierigkeitsgrade, von denen der höchste (Alptraum) jedoch erst nach Durchspielen auf dem zweithöchsten Schwierigkeitsgrad freigeschaltet wird.
Das Spiel setzt auf die gängigen Genre-Spielmechanismen. Im Zentrum des Spiels steht die kämpferische Auseinandersetzung mit zahlreichen feindlichen Kreaturen. Für das Töten der Gegner erhalten die Spielfiguren Erfahrungspunkte, mit denen sie bei Erreichen gewisser Punktegrenzen einen Stufenaufstieg (Level Up) erhalten, bei dem die Spielerfiguren neue Fähigkeiten erlernen und verbessert werden können. Ein weiterer Aspekt ist das Sammeln von Ausrüstungs- und Beutegegenständen (Loot), die beispielsweise von gefallenen Gegner hinterlassen werden oder bei Händlern erworben werden können, um die Kampffertigkeiten der Charaktere zu verbessern. Jeder Charakter besitzt darüber hinaus eine besonders alte, mächtige Waffe, die mit Hilfe von im Spiel verteilten Seelensplittern aufgewertet werden können.
Das Spiel basiert auf der 3. Regelwerksedition von Dungeons & Dragons, allerdings mit einigen Anpassungen. Statt des üblichen vancianischen Magiesystems, wonach Zaubersprüche auswendig gelernt werden müssen und durch Anwendung bis zur nächsten Rast verbraucht werden, wurde das für Action-Rollenspiele gängige System der Magiepunkte verwendet. Auch die Auswahl der Fähigkeiten ist im Vergleich zur Vorlage stark reduziert und auf das Spiel zugeschnitten.

## Entwicklung
Atari kündigte Dungeons & Dragons: Heroes im Mai 2002 erstmals für die Spielkonsolen Xbox und GameCube an, im Juni auch für PlayStation 2. Entwickelt wurde das Spiel in Ataris Studio in Hunt Valley (ehemals Microprose) unter der Leitung der Designerin Brenda Brathwaite (Wizardry 8). Als Veröffentlichungszeitraum gab Atari ursprünglich den Herbst 2002 an. Im Mai 2003 gab Atari schließlich bekannt, dass das Spiel exklusiv für Xbox erscheinen solle.
Während es als Action-Rollenspiel in Konkurrenz zum zeitgenössischen Baldur’s Gate: Dark Alliance von Interplay stand, zog das Team seine Inspiration vor allem aus dem Arcade-Spiel Dungeons & Dragons: Tower of Doom von Capcom aus dem Jahr 1993, dessen Gameplay ebenfalls auf vier Spieler und schnelle Kämpfe ausgelegt war. Das Spiel unterstützt Dolby Surround 5.1.
D&D: Heroes erschien schließlich in den USA im September und in Europa im November 2003. In Deutschland erschien der Titel allerdings ausschließlich in einer englischsprachigen Fassung. Ebenfalls Anfang November schloss Atari das Entwicklerstudio in Hunt Valley.

## Rezeption
| Deutschsprachige Wertungen | Deutschsprachige Wertungen |
| Publikation                | Wertung                    |
| -------------------------- | -------------------------- |
| 4Players                   | 78 %                       |
| GamePro                    | 85 %                       |
| Gameswelt                  | 79 %                       |
| Gamezone                   | 8,5/10                     |
| Internationale Wertungen   |                            |
| EGM                        | 6/19                       |
| Eurogamer.net              | 6/10                       |
| Game Informer              | 8/10                       |
| GamePro (US)               | 5/5                        |
| Gamespot                   | 6,6/10                     |
| Gamespy                    | 4/5                        |
| IGN                        | 8,3/10                     |
| Metawertungen              |                            |
| Gamerankings               | 74,31 %                    |
| Metacritic                 | 72/100                     |

Dungeons & Dragons: Heroes erhielt gemischte Kritiken (Metacritic: 72 von 100 / Gamerankings: 74,31 %). Der Titel wurde mehrfach mit Interplays Action-Rollenspiel Baldur’s Gate: Dark Alliance und Atari Games’ Arcade-Klassiker Gauntlet verglichen.

“Basically, Dungeons & Dragons Heroes is Dark Alliance's little brother. Heroes looks like its older sibling, acts like him, and obviously wants to be him. Yet despite copying his brother admirably in many ways, Heroes never really matches up to him. Which is only partially acceptable, because he's had two years to catch up.”

„Grundsätzlich ist Dungeons & Dragons Heroes der kleine Bruder von Dark Alliance. Heroes sieht aus wie sein älteres Geschwisterteil, verhält sich wie es und will offensichtlich so sein wie es. Doch obwohl er seinen Bruder in vielen Dingen auf bewundernswerte Weise kopiert, kommt Heroes niemals wirklich an ihn ran. Was nur in Teilen akzeptabel ist, weil er zwei Jahre hatte, um ihn einzuholen.“

In einer Retrospektive für Gamespy urteilte Allen Rausch: “Heroes wasn't a terribly deep or rich experience, but for mindless arcade hacking, this was a pretty good choice for Xbox owners” (deutsch: „Heroes war keine sonderlich tiefgehende oder reichhaltige Erfahrung, aber für ein wenig hirnloses Arcadegemetzel war es für Xbox-Besitzer eine sehr gute Wahl.“)